# Emmanuel Lucenti
Emmanuel Lucenti, (* 23. listopadu 1984 v San Miguel de Tucumánu, Argentina) je argentinský zápasník – judista.

## Sportovní kariéra
Judu se věnuje po vzoru svého staršího bratra Rodriga, kterému pomáhal s přípravou na olympijské hry v Athénách v roce 2004. Své první olympijské účasti se dočkal v roce 2008, ale na olympijských hrách v Pekingu vypadl v úvodním kole s Britem Euanem Burtonem.
V roce 2012 se kvalifikoval na olympijské hry v Londýně a postaral se o jedno z překvapení judistických soutěží, když v poslední minutě třetího kola poslal technikou de-aši-harai na ippon Francouze Alaina Schmitta. Ve čtvrtfinále však překvapení proti Korejci Kim Če-pomovi nezopakoval a v opravách nestačil na Kanaďana Antoina Valois-Fortiera, který ho po prohraném úchopu na zádech hodil uči-matou na wazari. Obsadil 7. místo.
V roce 2016 startoval na svých třetích olympijských hrách v Riu a v úvodním kole upoutal celosvětovou pozornost bulvárních médií, když po vzoru fotbalistů teatrálně upozorňoval bolestivými grimasami na nestandardní úchop Nacifa Eliase z Libanonu. Rozhodčí mu v polovině zápasu dali za pravdu a postoupil na hansokumae do dalšího kola. V dalším kole se utkal s Kanaďanem Antoinem Valois-Fortierem a po de-aši-harai se koncem třetí minuty ujal vedení na wazari. Odplata za Londýn se však nekonala, v další akci prohrál boj úchop, ze kterého se snažil uniknout falešným útokem seoi-nage. Kanaďan ho však držel pevně za krkem a silou přetočil na wazari. V tuto chvíli byl v nevýhodě dvou napomenutí, které do konce hrací doby nedokázala smazat.

### Vítězství
- 2009 – 1× světový pohár (Budapešť)
- 2012 – 1× světový pohár (Miami)
- 2013 – 1× světový pohár (San Salvador)
- 2015 – 1× světový pohár (San Salvador)

## Výsledky
| Olympijské hry          |    |     | — |     |    |     | úč. |     |     |     | 7. |     |     |     | úč. |  |  |  |  |  |  |
| Mistrovství světa       |    | —   |   | —   |    | úč. |     | úč. | úč. | úč. |    | úč. | úč. | úč. |     |  |  |  |  |  |  |
| Panamerické hry         |    | —   |   |     |    | 5.  |     |     |     | 3.  |    |     |     | —   |     |  |  |  |  |  |  |
| Panamerické mistrovství | 5. | úč. | — | úč. | 3. | 2.  | 5.  | 3.  | 3.  | 3.  | 3. | 5.  | —   | 2.  | 7.  |  |  |  |  |  |  |
| MS juniorů              | 5. |     |   |     |    |     |     |     |     |     |    |     |     |     |     |  |  |  |  |  |  |